# Lô Tây
Lô Tây (泸西) (bính âm: Lúxī) là một huyện thuộc Châu tự trị dân tộc Cáp Nê, Di Hồng Hà, tỉnh Vân Nam. Lô Tây có diện tích 1.674 km², dân số năm 2002 là 370.000 người. Thủ phủ đặt tại thị trấn Trung Xu.
Lô Tây có hang động An Lư - Cổ Đông đẹp nổi tiếng được người Vân Nam cho là Vân Nam Đệ Nhất Động.